# Лучники Штефана
Лучники Штефана (рум. Arcașii lui Ștefan), также Национальная организация Бессарабии (рум. Organizația Națională din Basarabia, ONB) — молдавская антисоветская подпольная организация 1946—1947 годов. Объединяла в основном представителей антикоммунистической национал-унионистской интеллигенции. Придерживалась идей панрумынизма. Ликвидирована органами МГБ. В независимой Молдавии члены организации посмертно награждены орденами Республики.

## Контекст и создание
В 1944 году Бессарабия была вновь включена в состав Советского Союза в качестве Молдавской ССР. Интенсивная советизация вызывала широкое недовольство. Крестьянство сопротивлялось принудительной коллективизации. Интеллигенция была возмущена обрывом традиционных связей с Румынией, дискриминацией румынского языка и культуры.
1 августа 1946 года группа молодых преподавателей и учащихся педагогической школы города Сороки по инициативе Василе Бэтрынака и Виктора Соловья провели тайное собрание. Было принято решение о создании Национальной организации Бессарабии — Лучники Штефана. Идеология основывалась на румыно-молдавском национализме, панрумынизме, унионизме и антикоммунизме.
Первоначально целью организации являлся групповой побег в Румынию. Однако быстрая советизация Румынии вынудила отказаться от этого плана. Было принято решение организовать антисоветское сопротивление на бессарабской территории — в Молдавской ССР.

## Идеи и планы
Деятельность организации, продолжавшаяся несколько месяцев, сводилась в основном к самоструктурированию, разработке программы и символики, подпольной антисоветской агитации. Была поставлена задача «поднять боевой дух населения румынской Бессарабии в борьбе против большевизма». К началу 1947 в «Лучниках Штефана» состояли 140 человек.
Панрумынизм занимал важнейшее место в доктрине «Лучников Штефана». Характерно имя Штефана чел Маре в названии организации — молдавский господарь понимался как общерумынский правитель. Организация использовала королевскую символику Румынии. Другим идейным принципом являлся крайний антикоммунизм и антисталинизм.

Я верю в Бога и вечную румынскую нацию.

Я подчиняюсь командующему Лучников Штефана.

Я верю в победу Национальной организации Бессарабии Лучники Штефана и буду бороться до смерти.

Я лучше погибну, чем попаду в руки врага.

Я смертельно ненавижу сталинскую диктатуру — врага цивилизации и человеческого рода.

Я смертельно ненавижу ложь и предательство.

Да поможет мне Бог!

Присяга «Лучника Штефана».

Молодые активисты настаивали на скорейшем переходе к вооружённой борьбе, угрожая в противном случае создать свою организацию. 9 марта 1947 состоялось заседание, на котором этот план был в принципе утверждён, хотя без указания чётких сроков. Несколько ранее Василе Бэтрынак установил контакт с крестьянином Василе Бэлеану — лидером Национально-христианской антисоветской организации. Была достигнута договорённость о совместных акциях.

## Аресты и приговоры
Информация о новых планах стала известна органам государственной безопасности СССР. По преподавательской привычке, лидеры организации протоколировали собрания и составили полный список членов. Таким образом, после ареста Василе Бэтрынака и Василе Чваснюка 23 марта 1947 советские органы получили доступ к составу организации. Аресты продолжались до 1949 года.
На суде «Лучникам Штефана» были предъявлены обвинения в создании антисоветской организации, хранении оружия, планировании террористических актов в Молдавской ССР, Западной Украине и Румынской Народной Республике. Смертных приговоров вынесено не было, но выносились приговоры к длительным срокам в ИТЛ. Василе Бэтрынак и Пимен Домашкан были приговорены к 25 годам заключения. После 1956 года большинство из них были досрочно освобождены.
«Лучники Штефана» не успели начать активных атак, но они были одной из первых антисоветских организаций в Молдавской ССР. Через два года возникла Чёрная армия — организация не прорумынской интеллигенции, а молдавских крестьян, развернувшая реальную вооружённую борьбу.

## Награждение
В 2010 году исполняющий обязанности президента Молдавии Михай Гимпу наградил высшим в Молдавии орденом Республики группу «борцов против тоталитарного оккупационного коммунистического режима». Были посмертно награждены, в частности, участники организации «Лучники Штефана» (а также брат президента Георге Гимпу, состоявший в подпольном Национально-патриотическом фронте 1970-х и погибший в автокатастрофе в 2000 году).